# Alto Bonito Heights
Alto Bonito Heights es un lugar designado por el censo ubicado en el condado de Starr en el estado estadounidense de Texas. En el Censo de 2010 tenía una población de 342 habitantes y una densidad poblacional de 2.589,16 personas por km².

## Geografía
Alto Bonito Heights se encuentra ubicado en las coordenadas 26°18′57″N 98°38′29″O / 26.31583, -98.64139. Según la Oficina del Censo de los Estados Unidos, Alto Bonito Heights tiene una superficie total de 0.13 km², de la cual 0.13 km² corresponden a tierra firme y (0%) 0 km² es agua.

## Demografía
Según el censo de 2010, había 342 personas residiendo en Alto Bonito Heights. La densidad de población era de 2.589,16 hab./km². De los 342 habitantes, Alto Bonito Heights estaba compuesto por el 87.13% blancos, el 0% eran afroamericanos, el 0% eran amerindios, el 0% eran asiáticos, el 0% eran isleños del Pacífico, el 11.11% eran de otras razas y el 1.75% pertenecían a dos o más razas. Del total de la población el 100% eran hispanos o latinos de cualquier raza.